# Hansi Brand
Pour les articles homonymes, voir Brand.
Hajnalka « Hansi » Brand, née Hartmann le 26 août 1912 à Budapest en Hongrie, morte le 9 avril 2000, est une militante sioniste hongroise et membre du Comité d'aide et de sauvetage de Budapest, groupe qui s'efforce de secourir des victimes juives pendant la Shoah,,,.

## Biographie

### Avant la Seconde Guerre mondiale
Hansi Hartmann naît en 1912 à Budapest, qui fait alors partie de l'Autriche-Hongrie,. Elle y grandit dans une famille de la classe moyenne et de conviction sioniste. Elle est diplômée d'une école professionnelle. Elle rejoint les mouvements de jeunesse sionistes Hashomer Hatzaïr et Hanoar Ha‘oved pendant ses années de lycée. Par la suite, elle rejoint un village de pionniers qui enseigne aux jeunes Juifs « la pratique de l'agriculture en amont de leur migration en Palestine » et où elle rencontre Joel Brand, juif roumain communiste qui a été expulsé d'Allemagne. En 1935, ils se marient à Budapest, en concluant un mariage fictif pour pouvoir migrer en Palestine mandataire. Par la suite, le mariage devient « réel ». Le couple ouvre une petite fabrique de gants et a deux fils, dont l'un est mort en bas âge.
Elle a un premier fils en 1935 et un autre en 1938.

### Opérations de sauvetage
Entre 1938 et 1945, Hansi et Joel Brand s'investissent dans les efforts pour secourir les réfugiés juifs venus en Hongrie (pays qui n'a pas déporté de Juifs dans les camps de concentration avant son invasion par le Troisième Reich en mars 1944). Leur engagement commence dès mars 1938 avec l'Anschluss. La sœur de Hansi Brand et sa famille sont déportées en Pologne en 1941 ; elle parvient à les faire sortir des camps de concentration nazis en versant des pots-de-vin à Jozef Krem, agent du renseignement hongrois. Avec Joel Brand, ils parviennent également à faire revenir 2000 de ces 18000 juifs déportés de Hongrie pour défaut de papiers d'identité et qui sont massacrés à Kamenets-Podolski. Ils continuent d'accueillir des réfugiés en Hongrie, notamment de Slovaquie et de Pologne : Hansi Brand leur fournit des faux papiers, les loge, leur procure le soutien nécessaire. En 1942, elle permet aussi à son mari d'échapper au travail forcé pour l'armée hongroise en trouvant un médecin qui émet un diagnostic de diabète.
En coordination avec d'autres militants sionistes hongrois, le couple cofonde le Comité d'aide et de sauvetage en 1942 dont elle est l'un des membres dirigeants.
Hansi et Joel Brand jouent un rôle clé lors des négociations de Rudolf Kastner avec les nazis. La tractation avec Adolf Eichmann porte principalement sur le sauvetage de personne en échange d'argent, d'armes et d'approvisionnements alors que l'Allemagne connaît des revers vers la fin de la Seconde Guerre mondiale.
Joel Brand est envoyé à Istanbul pour convaincre les dirigeants de l'Agence juive qu'ils doivent accepter ce plan, qui finalement n'aboutit pas. Les dirigeants sionistes lui répondent que Moshé Sharett (qui est alors à la tête du service politique de l'Agence et, plus tard, Premier ministre d'Israël) n'a pas pu obtenir de visa pour Istanbul et qu'une réunion ne peut se tenir qu'à Alep. Dans les instants où Joel Brand descend du train pour Alep, les Britanniques procèdent à son arrestation. Selon plusieurs historiens, Kasztner et Hansi Brand entament une liaison,.
Hansi Brand et d'autres membres du comité tâchent de négocier avec Adolf Eichmann pour sauver les Juifs hongrois de la Shoah (ne serait-ce que quelques-uns) : quand Joel Brand est envoyé à Istanbul négocier avec les Alliés, c'est elle qui reprend les négociations avec Eichmann : c'est elle qui fait se rencontrer Eichmann et Kastner. Elle préfère se retirer ensuite des négociations, n'étant pas sûre des réactions d'Eichmann face à une femme « audacieuse, tenace et résolue ». Hansi Brand et Rudolf Kastner parviennent à obtenir le départ de 1 685 Juifs à bord du train Kastner depuis la Hongrie vers la Suisse, pays qui est alors neutre ; avec Kastner, elle fait partie des personnes qui ont choisi celles et ceux qui monteraient dans ce train. En outre, avec le concours du Comité, Hansi Brand sauve la vie d'autres Juifs en obtenant que 15 000 d'entre eux soient déportés au camp de Strasshof (près de Vienne), où les victimes ont de meilleures chances de survie, au lieu d'être convoyées à Auschwitz. Enfin, elle cherche à sauver certains enfants juifs hongrois que les nazis et les gendarmes hongrois emmènent dans une marche de la mort en novembre 1944.

### Émigration
En 1946, Brand déménage de Budapest vers la Suisse. En décembre 1946, à Bâle, elle dépose son témoignage devant un comité spécial du 22e congrès sioniste chargé d'enquêter sur les activités de Rudolf Kastner pendant la Shoah en Hongrie. L'année suivante, elle émigre en Palestine où elle vit deux ans dans un kibboutz.
Elle livre également son témoignage au procès de Rudolf Kastner en 1954 et à celui d'Eichmann en 1961. Lors du procès Kastner (formellement, celui de Malchiel Gruenwald), elle déplore d'être mise au rang des accusées alors que « nous travaillions pour sauver des juifs ».
Avant le procès Eichmann, elle est interrogée par le bureau 06. Elle refuse d'abord, puis accepte devant l'insistance de ses amis de l'association des immigrants hongrois (Hitahdut Olei Hungaria)µ. Il faut plusieurs jours pour recueillir son témoignage ; elle prend le temps de détailler, de préciser chaque point. Elle ne parle pas non plus couramment l'hébreu, et témoigne donc en hongrois. Lors du procès, elle commence à témoigner en hébreu, avant de passer à l'allemand puis au hongrois. Elle interrompt aussi fréquemment son témoignage pour revenir en arrière et donner une précision. Le procès est aussi pour elle l'occasion de polir son image de collaboratrice, d'expliquer les choix faits par le comité (comme de renoncer à l'occasion d'assassiner Eichmann).
Au cours de ses dernières années, elle travaille à l'université Michelet de Tel Aviv et en faveur d'orphelins et d'immigrants venus d'Éthiopie (en). Son époux, Joel Brand, meurt en 1964 à l'âge de 58 ans. Hansi Brand meurt en 2000 à Tel Aviv,. Elle a un fils, Daniel.
Quand la série télévisée The Kastner trial (Le procès Kastner) est diffusée à la télévision israélienne dans les années 1990 (première diffusion en novembre 1994), elle obtient un regain de célébrité et commence à être considérée comme une héroïne.

### Ouvrage
En 1960, Hansi Brand écrit Satan and the Soul avec Joel Brand, qui porte sur les activités du couple pendant la Shoah et sur le procès de Rudolf Kastner.